# Lagurus lagurus
Lagurus lagurus és una espècie de mamífer rosegador de la família dels cricètids. Viu a la Xina, el Kazakhstan, el Kirguizstan, Mongòlia, Rússia i Ucraïna. S'alimenta de cereals de fulla estreta, bulbs, tubercles i, de vegades, insectes. Els seus hàbitats naturals són les estepes i els semideserts. Es creu que no hi ha cap amenaça significativa per a la supervivència d'aquesta espècie, tot i que algunes poblacions estan afectades per la destrucció del seu medi. El seu nom específic, lagurus, significa ‘cua de llebre’ en llatí.